# Kostel svatého Jana Apoštola (Přemyšl)
Kostel svatého Jana Apoštola v Přemyšlu (polsky Kościół św. Jana Apostoła) je zděný římskokatolický kostel, používaný farností sv. Jana Apoštola.
Byl postaven v letech 1887–1901 jako řeckokatolický kostel a zničen v roce 1914. V letech 1926–1931 byl přestavěn a po roce 1944 převzat církví římskokatolickou.